# Desa Lebak (administrativ by i Indonesien, Jawa Tengah, lat -8,03, long 110,80)
Desa Lebak är en administrativ by i Indonesien.   Den ligger i provinsen Jawa Tengah, i den västra delen av landet, 500 km öster om huvudstaden Jakarta.